# Billy Madison
Billy Madison is een Amerikaanse romantische komedie uit 1995, geregisseerd door Tamra Davis en geproduceerd door Robert Simonds. De hoofdrollen worden vertolkt door Adam Sandler, Darren McGavin en Bridgette Wilson.

## Verhaal
Billy Madison is de 27-jarige zoon van de rijke Bryan Madison. Billy staat op het punt om zijn vaders hotel te erven, maar dan moet hij bewijzen dat hij het verdient door zijn schooltijd in rap tempo over te doen. Ondertussen probeert Billy de lerares Veronica voor hem te winnen.

## Rolbezetting
| Acteur                     | Personage                          |
| -------------------------- | ---------------------------------- |
| Adam Sandler               | Billy Madison                      |
| Darren McGavin             | Brian Madison                      |
| Bridgette Wilson           | Veronica Vaughn                    |
| Bradley Whitford           | Eric Gordon                        |
| Josh Mostel                | Directeur Max Anderson             |
| Norm MacDonald             | Frank                              |
| Mark Beltzman              | Jack                               |
| Larry Hankin               | Carl Alphonse                      |
| Theresa Merritt            | Juanita                            |
| Dina Platias               | Miss Lippy                         |
| Jim Downey                 | Rechter van de "Decathlon"         |
| Hrant Alianak              | Pete                               |
| Vincent Marino             | Kok                                |
| Jack Mather                | Ted 'Oude Man' Clemens             |
| Christopher Kelk           | Rollo de Conciërge                 |
| Marc Donato                | Nodding 1ste Klasser               |
| Keith Cole                 | Penguin                            |
| Chris Mei                  | Penguin                            |
| Conor Devitt               | O'Doyle (Klas 1)                   |
| Jared Durand               | Scotty Logan (Klas 1)              |
| Jessica Nakamura           | Tricia Labonte (Klas 1)            |
| Helen Hughes               | 2de Klas Leraar                    |
| Jacelyn Holmes             | 2de Klasser                        |
| Claire Cellucci            | Aantrekkelijke Dame                |
| Shane Farberman            | Clown                              |
| Al Maini                   | Chauffeur                          |
| Jared Cook                 | Ernie (Klas 3)                     |
| Christian Matheson         | O'Doyle (Klas 3)                   |
| Kyle Bailey                | Kyle                               |
| Vernon Chapman             | Butler                             |
| Mandy Watts                | Dienstmeisje                       |
| Austin Pool                | Dan (Klas 3)                       |
| Gladys O'Connor            | Tour Gids                          |
| Marcia Bennett             | 4de Klas Leraar                    |
| Diane Douglass             | Zuster                             |
| Tim Herlihy                | Architect                          |
| Frank Nakashima            | Architect                          |
| Joyce Gordon               | Lunch Dame                         |
| Jordan Lerner-Ellis        | Pothead                            |
| Daniel Lerner-Ellis        | Pothead                            |
| Robert Smigel              | Mr. Oblaski                        |
| Melissa Korzenko           | Nancy Connors                      |
| Colin Smith                | O'Doyle (Klas 9)                   |
| Jeff Moser                 | Paul                               |
| Amos Crawley               | Rod                                |
| Tex Konig                  | Gek Persoon                        |
| Eduardo Gómez              | Gek Persoon                        |
| Tanya Grout                | Joyce (Erics secretaresse)         |
| Benjamin Barrett           | 10de Klasser                       |
| Matthew Ferguson           | 10de Klasser                       |
| Sean Lett                  | O'Doyle (Klas 12)                  |
| Stacey Wheal               | Jennifer (Klas 3)                  |
| Chris Farley               | buschauffeur (niet op aftiteling)  |
| Steve Buscemi              | Danny McGrath (niet op aftiteling) |
| Jordan-Patrick Marcantonio | 10de Klasser (niet op aftiteling)  |